# Demotispa madoni
Demotispa madoni es una especie de insecto coleóptero de la familia Chrysomelidae.
Fue descrita científicamente en 1936 por Pic.